# Poeciloneuron
Poeciloneuron es un género de plantas perteneciente a la familia Calophyllaceae. El género comprende dos especies, que se encuentran en la India.

## Taxonomía
El género fue descrito por Richard Henry Beddome y publicado en J. Linn. Soc., Bot. 8: 267, t. 17. 1865. La especie tipo es: Poeciloneuron indicum

## Especies
- Poeciloneuron indicum
- Poeciloneuron pauciflorum